# Trofoblast

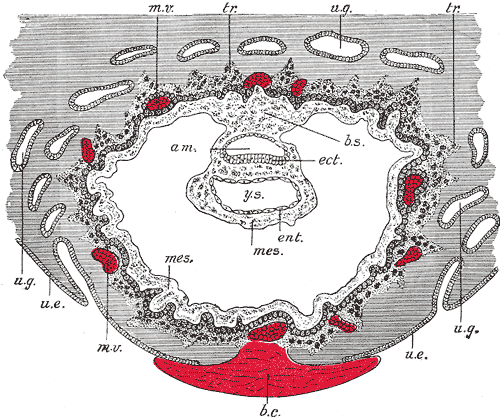
Secció d'un embrió implantat a la decídua uterina.
am. Cavitat amniòtica.
b.c. Coàgul sanguini.
b.s. Pedicle (Body-stalk).
ect. Ectoderma de l'embrió.
ent. Endoderma.
mes. Mesoderma.
m.v. Vasos materns.
tr. Trofoblast.
u.e. Epiteli uterí.
u.g. Glàndula uterina.
y.s. Sac vitel·lí.

El trofoblast (del grec trefin, 'alimentar'; i blastos: 'germinador') és considerat el primer dels annexos embrionaris desenvolupat pels mamífers. Són cèl·lules que formen la capa externa d'un blastocist i estan presents quatre dies després de la fecundació en humans.
En l'espècie humana el trofoblast allibera una hormona anomenada gonadotropina coriònica que manté els nivells de progesterona, sostenint així la gestació. Les cèl·lules del trofoblast s'especialitzen, proporcionant nutrients a l'embrió i es converteixen en una gran part de la placenta. Té un paper fonamental en la implantació embrionària i en les interaccions amb el decidu uterí matern.

## Potencialitat de les cèl·lules embrionàries
Les cèl·lules del trofoblast es formen durant la primera etapa de l'embaràs i són les primeres cèl·lules que es diferencien de l’òvul fecundat per convertir-se en estructures extraembrionàries i no contribueixen directament a l'embrió. Després de la gastrulació, el trofoblast és contigu amb l'ectoderma de l'embrió, i es coneix com trofectoderma. Després de la primera diferenciació, les cèl·lules de l'embrió humà perden la seva totipotència i ja no són cèl·lules mare totipotents perquè no poden formar un trofoblast. Ara són cèl·lules mare pluripotents.

## Estructura
El trofobast prolifera i es diferencia en dues capes cel·lulars al voltant dels sis dies després de la fertilització en humans.
| Capa                 | Localització                                                    | Descripció |
| Citotrofoblast       | És la capa més interior                                         | És la capa interna d'una simple cèl·lula en el trofoblast |
| Sincitotrofoblast    | La capa més exterior                                            | Una capa gruixuda que no té límits cel·lulars i es converteix en estroma endometrial. Segrega hCG per mantenir la secreció de progesterona i mantenir l'embaràs. |
| Trofoblast intermedi | El lloc d’implantació, corion, vellositats (depèn del subtipus) | És un ancoratge placentari. |

## Funció
Els trofoblasts són cèl·lules especialitzades de la placenta que tenen un paper important en la implantació i interacció d’embrions amb l’úter matern decidualitzat. El nucli de les vellositats placentàries conté cèl·lules mesenquimàtiques i vasos sanguinis placentaris que estan directament connectats a la circulació del fetus a través del cordó umbilical. Aquest nucli està envoltat per dues capes de trofoblasts, el citotrofoblast i el sincitotrofoblast. El citotrofoblast és una capa de cèl·lules mono-nucleades que resideix sota el sincitotrofoblast. El sincitiotrofoblast es compon de citotrofoblasts fusionats que formen una capa que cobreix la superfície placentària. El sincitiotrofoblast està en contacte directe amb la sang materna que arriba a la superfície placentària. A continuació, facilita l’intercanvi de nutrients, residus i gasos entre el sistema matern i el fetal.
A més, els citotrofoblasts a les puntes de les vellositats es poden diferenciar en un altre tipus de trofoblast anomenat trofoblast extravillós. Els trofoblasts extravillosos creixen des de la placenta i penetren a l’úter decidualitzat. Aquest procés és essencial no només per fixar físicament la placenta a la mare, sinó també per alterar la vasculatura a l'úter. Aquesta alteració permet un subministrament sanguini adequat al fetus en creixement a mesura que avança l'embaràs. Alguns d'aquests trofoblasts fins i tot substitueixen les cèl·lules endotelials de les artèries espirals uterines ja que remodelen aquests vasos en conductes de forat ampli que són independents de la vasoconstricció materna. Això garanteix que el fetus rebi un subministrament constant de sang i que la placenta no estigui sotmesa a fluctuacions d’oxigen que puguin causar-li danys.